# Adjami Nakhchivani
Adjami Nakhchivani (en azéri : Əcəmi ibn Əbubəkr Naxçıvani) est un architecte musulman des XIIe et XIIIe siècles. Il est le fondateur de l'école d'architecture du Nakhitchevan et est l'architecte de bâtiments tels que le mausolée Yusif ibn Kuseyir, le mausolée Momine Khatun et la mosquée Juma.

## Mausolée Yusif ibn Kuseyir
L'un des monuments antiques créés par Adjami est le mausolée de Yusif ibn Kuseyir, connu sous le nom de Atababa. Les ayahs (versets) du Coran sont inscrits sur les murs du monument. La date de construction de ce mausolée (1161-1162) est définie à partir de sa plaque encastrée traditionnelle ou katiba. Ce mausolée octogonal se compose d'un sous-sol (sardaba, en persan : سردابه ou cave) et d'un sommet au sol. Chaque côté de cette construction est décoré de divers ornements.

## Créativité
Adjami Nakhchivani trouve la solution de la tectonique (architectonique), qui est l'un des principaux problèmes de l'art architectural, ce qui est rare dans l'architecture mondiale. En dehors de cela, la mosquée Atabaylar au Nakhitchevan et le tombeau de Yusif Küseyir oglu sont des exemples du travail de cet architecte. La créativité d'Adjami est depuis des siècles une source d'inspiration et d'imitation pour de nombreux architectes d'Azerbaïdjan et d'autres pays. Les chercheurs découvrent l'influence du grand maître dans les œuvres de Memar Sinan, un grand architecte turc qui vit 300 ans après lui.

## Mémoire
L'une des stations de métro de Bakou, Memar Adjami, porte son nom. En 1976, dans la ville de Nakhitchevan, un monument à l'architecte est érigé à l'occasion du 850e anniversaire d'Adjemi Nakhchivani. Le sculpteur est l'artiste émérite d'Azerbaïdjan Kamal Alakbarov. Un monument à l'architecte est également installé sur le fronton de la façade de la Bibliothèque nationale d'Azerbaïdjan à Bakou. Le sculpteur est Zakir Akhmedov.